# The Enemy (film 1927)
The Enemy è un film del 1927 diretto da Fred Niblo. Prodotto e distribuito dalla Metro-Goldwyn-Mayer, aveva come interpreti Lillian Gish, Ralph Forbes, Frank Currier e George Fawcett.
Lo sceneggiatore Willis Goldbeck adattò per lo schermo The Enemy, lavoro teatrale di Channing Pollock che era stato presentato in prima al Times Square Theatre di Broadway il 20 ottobre 1925.

## Trama
In Austria, Carl Behrend sposa Pauli Arndt, la figlia di un professore pacifista e, quando scoppia la prima guerra mondiale, il giovane viene arruolato, partendo per la guerra. 
Il padre di Pauli viene licenziato per le sue idee contro la guerra e la famiglia soffre la fame. Nonostante Pauli abbia cercato di salvare il suo bambino dandosi alla prostituzione, il piccolo muore per gli stenti. Arriva la notizia che anche Carl è morto ma, a guerra finita, l'uomo torna dalla guerra mentre il professor Arndt viene reintegrato nel suo lavoro. La sfortunata famiglia ricomincia a vivere, nuovamente riunita.

## Produzione
Prodotto dalla Metro-Goldwyn-Mayer (MGM), fu il quinto e ultimo film che Lillian Gish girò per la compagnia di Culver City (completato prima, sarebbe poi stato distribuito dopo Il vento). Come assistente alla regia, appare accreditato Harold S. Bucquet. Tra le comparse, una delle prime apparizioni sullo schermo per Joel McCrea.

## Distribuzione
Il copyright del film, richiesto dalla MGM, fu registrato il 18 febbraio 1928 con il numero LP25197.

Il film venne presentato in prima a New York il 27 dicembre 1927, uscendo poi nelle sale il 18 febbraio 1928. Nel 1928, il film fu distribuito anche in Danimarca (1 novembre, come Fjenden), Finlandia (26 novembre), Austria e Germania (come Der Herzschlag der Welt). Nel 1930, in Portogallo (22 gennaio, come O Inimigo) e in Francia (30 maggio, come L'Ennemie).

### Conservazione
Copia incompleta della pellicola (mancante del rullo numero 9) si trova conservata negli archivi della Metro-Goldwyn-Mayer Pictures.